# Дворище (Житомирская область)
Дво́рище (укр. Дворище) — село на Украине, основано в 1867 году, находится в Хорошевском районе Житомирской области.
Население по переписи 2001 года составляет 732 человека. Почтовый индекс — 12140. Телефонный код — 4145. Занимает площадь 2,273 км².

## Адрес местного совета
12140, Житомирская область, Хорошевский р-н, с. Дворище, ул. Ленина, 10, тел.: 6-12-31